# Volkswagen Vento
Volkswagen Vento är en bilmodell från Volkswagen som lanserades 1992, och var en efterföljare till Volkswagen Jetta. Hösten 1995 gjordes en mildare ansiktslyftning inför årsmodell 1996. Produktionen avslutades 1998 och modellen avlöstes av Volkswagen Bora. Modellen var baserad på samma generation Volkswagen Golf (typ III).
- 4 dörrar
- Typnummer 1H2
- Årsmodeller 1992-1998

## Motordata
| Modell   | Årsmodell | Motor   | Motortyp    | Slagvolym | Max. effekt                          | Max. vridmoment             | Toppfart |
| -------- | --------- | ------- | ----------- | --------- | ------------------------------------ | --------------------------- | -------- |
| 1.6*     | 1994-1995 | AEK     | R4, bensin  | 1595 cm³  | 74 kW (101 hk) vid 5 800 varv/minut  | 135 Nm vid 4 400 varv/minut | 188 km/h |
| 1.6*     | 1995-1998 | AFT     | R4, bensin  | 1595 cm³  | 74 kW (101 hk) vid 5 800 varv/minut  | 140 Nm vid 3 500 varv/minut | 188 km/h |
| 1.8*     | 1992-1998 | AAM     | R4, bensin  | 1781 cm³  | 55 kW (75 hk) vid 5 000 varv/minut   | 140 Nm vid 2 500 varv/minut | 168 km/h |
| 1.8      | 1992-1998 | ABS/ADZ | R4, bensin  | 1781 cm³  | 66 kW (90 hk) vid 5 500 varv/minut   | 145 Nm vid 2 500 varv/minut | 178 km/h |
| 2.0      | 1992-1995 | 2E/ADY  | R4, bensin  | 1984 cm³  | 85 kW (115 hk) vid 5 400 varv/minut  | 166 Nm vid 3 200 varv/minut | 196 km/h |
| 2.0      | 1995-1998 | AGG     | R4, bensin  | 1984 cm³  | 85 kW (115 hk) vid 5 400 varv/minut  | 166 Nm vid 2 600 varv/minut | 196 km/h |
| VR6      | 1992-1998 | AAA     | VR6, bensin | 2792 cm³  | 128 kW (174 hk) vid 5 800 varv/minut | 235 Nm vid 4 200 varv/minut | 224 km/h |
| 1.9 D*   | 1992-1998 | 1Y      | R4, diesel  | 1896 cm³  | 47 kW (64 hk) vid 4 400 varv/minut   | 124 Nm vid 2 000 varv/minut | 156 km/h |
| 1.9 SDI* | 1995-1998 | AEY     | R4, diesel  | 1896 cm³  | 47 kW (64 hk) vid 4 200 varv/minut   | 125 Nm vid 2 200 varv/minut | 156 km/h |
| 1.9 TD   | 1992-1998 | AAZ     | R4, diesel  | 1896 cm³  | 55 kW (75 hk) vid 4 200 varv/minut   | 150 Nm vid 2 400 varv/minut | 165 km/h |
| 1.9 TDI  | 1993-1996 | 1Z      | R4, diesel  | 1896 cm³  | 66 kW (90 hk) vid 4 000 varv/minut   | 202 Nm vid 1 900 varv/minut | 178 km/h |
| 1.9 TDI  | 1996-1998 | AHU     | R4, diesel  | 1896 cm³  | 66 kW (90 hk) vid 4 000 varv/minut   | 210 Nm vid 1 900 varv/minut | 178 km/h |
| 1.9 TDI* | 1996-1998 | AFN     | R4, diesel  | 1896 cm³  | 81 kW (110 hk) vid 4 150 varv/minut  | 235 Nm vid 1 900 varv/minut | 193 km/h |

* Ej Sverige.
- Wikimedia Commons har media som rör Volkswagen Vento.